# Кукарськ
Кука́рськ (рос. Кукарск, марій. Кукарка) — присілок у складі Марі-Турецького району Марій Ел, Росія. Входить до складу Косолаповського сільського поселення.

## Населення
Населення — 7 осіб (2010; 34 у 2002).
Національний склад (станом на 2002 рік):
- росіяни — 82 %